# Højslev Station IF
Højslev Station IF (HIF) er en dansk fodboldklub beliggende i Højslev Stationsby i Midtjylland. Klubben blev stiftet i 1916, men var ophævet et par år, før man i 1927 startede op igen. I 1945 tilsluttede klubben sig JBU, hvor man af ejeren af Herregården Søvang fik stillet et stykke jord til rådighed som bane. 
Største højdepunkt for Højslev Station IF var oprykningen til Jyllandsserien i 1977. Højslev har i dag hjemmebane på Højslev Stadion (indviet i 1948). Klubbens førstehold frister pt. en tilværelse i Serie 2. Udover Serie 2 holdet har klubben også et Serie 4 hold. 
Udover seniorholdene har Højslev pr. tradition en stor ungdomsafdeling, med drenge- og pigehold i de fleste årgange.